# Usulután Norte
Usulután Norte es uno de los 44 municipios de El Salvador ubicado en la región norte del Departamento de Usulután, en El Salvador. Con una extensión de 551.69 km² y una población estimada de 108.523 habitantes. El municipio se organiza en nueve distritos: Alegría, Berlín, El Triunfo, Estanzuelas, Jucuapa, Mercedes Umaña, Nueva Granada, San Buenaventura y Santiago de María.

## Historia
El municipio de Usulután Norte abarca una región rica en historia, que ha sido testigo de transformaciones significativas desde la época prehispánica hasta la actualidad. La zona fue habitada inicialmente por comunidades lencas, que dejaron un legado cultural importante en el territorio. Con la llegada de los colonizadores españoles, la región pasó a formar parte del sistema de encomiendas y posteriormente, a lo largo del período colonial, se consolidó como un área agrícola de relevancia.
Uno de los distritos más relevantes en la historia de Usulután Norte es Alegría, que en tiempos coloniales fue un importante centro agrícola y comercial, especialmente por su producción de cacao y otros productos agrícolas. A lo largo de los siglos, Alegría mantuvo su vitalidad como una comunidad productora, y se convirtió en un referente en la región oriental de El Salvador.
Berlín, otro de los distritos más significativos, tiene una historia vinculada a la producción de café desde finales del siglo XIX. Durante el auge cafetalero, Berlín se convirtió en uno de los puntos clave de la región, con grandes fincas y plantaciones que contribuyeron al desarrollo económico de El Salvador. Su ubicación estratégica también permitió que Berlín se convirtiera en un importante centro de comercio local.
El distrito de El Triunfo tiene una historia ligada a la agricultura y al proceso de colonización de tierras en la zona. Durante el siglo XIX, El Triunfo fue establecido como un pequeño poblado agrícola, cuya economía estuvo basada principalmente en la producción de granos básicos y la ganadería. Su ubicación cercana a los ríos y montañas permitió un desarrollo agrícola sostenible.
Estanzuelas, por su parte, es conocida por su contribución a la producción de granos como maíz y frijol, así como su papel en el comercio regional. Durante el siglo XX, Estanzuelas se consolidó como un centro agrícola que atrajo a muchas familias dedicadas al campo.
En cuanto a Jucuapa, este distrito fue históricamente importante por su rol en la producción agrícola y su conexión con el comercio regional. Jucuapa se convirtió en un centro de crecimiento en la zona norte de Usulután, favorecido por su cercanía a la carretera que conecta con otras áreas del país.
Mercedes Umaña, otro distrito de relevancia, tiene una historia similar en cuanto a su desarrollo agrícola. Fundada durante el siglo XIX, Mercedes Umaña creció rápidamente debido a su ubicación estratégica para la producción de granos y la comercialización de productos agrícolas.
Nueva Granada es un distrito que se ha caracterizado por su dinamismo en la agricultura y ganadería desde sus primeros días. Durante la década de 1970, el distrito experimentó un importante desarrollo de infraestructura que facilitó la producción y distribución de sus productos, en especial de caña de azúcar y café.
San Buenaventura, históricamente, fue un área de asentamiento de diversas comunidades indígenas y campesinas que, con el paso de los siglos, se asentaron permanentemente en la zona. En la actualidad, se considera un importante distrito agrícola y de crecimiento económico dentro de Usulután Norte.
Por último, Santiago de María es uno de los distritos más antiguos de la región, con una historia que se remonta a la época colonial. Santiago de María fue un punto de referencia en el proceso de consolidación territorial de El Salvador, con una fuerte presencia agrícola y una significativa comunidad de campesinos que contribuyó al desarrollo económico de la región.
La creación del municipio de Usulután Norte en 2023, al unificar estos distritos, permitió una mejor administración del territorio y promovió el desarrollo conjunto de sus recursos naturales y agrícolas. Hoy en día, Usulután Norte sigue siendo un área agrícola importante, con un creciente desarrollo en infraestructura y comercio.